# Wáberer György
Wáberer György (Sátoraljaújhely, 1956. –) magyar vállalkozó, 2016-ig a Waberer’s International Nyrt. társtulajdonosa, majd 2021 és 2023 között ismét társtulajdonos. A 100 leggazdagabb magyar 2024-ben megjelent listája szerint 146 milliárd forintos vagyonával, Magyarország 12. leggazdagabb embere.
A Befolyás-barométer 2017-es top 50-es listáján a 25. helyen szerepelt.

## Életpályája
Középiskolai tanulmányainak befejezése után a Győri Közlekedési és Távközlési Műszaki Főiskolán üzemmérnökként végzett.
Szakmai pályafutását a 3. Volánnál kezdte forgalmi gyakornokként, majd számítástechnikai rendszerszervező lett a Volán Elektronikai Vállalatnál. 1982-ben a SZÁMOK-nál számítástechnikai rendszerszervezői diplomát szerzett. 1986-ban került a Volán TEFU-hoz, ahol számítástechnikai irodavezetőként dolgozott.
1993-ban az általa szervezett konzorcium nyerte meg a Volán vállalat privatizációjára kiírt pályázatot. Wáberer a veszteséges céget talpra állította és 20 év alatt Európa harmadik legnagyobb  közúti fuvarozási vállalkozásává fejlesztette.
2016-ban lemondott a Waberer’s International Nyrt. társaságban betöltött összes tisztségéről, és, becslések szerint 32,4 milliárd forintért eladta 40,4 százalékos részvény tulajdoni hányadát a cég addigi társtulajdonosának, a Mid Europa Partners befektetési alapnak. 2021-ben a Wáberer György többségi tulajdonában lévő High Yield  Vagyonkezelő Zrt-n keresztül visszavásárolta a Társaság részvényeinek 22,76 százalékát. Hozzájárult ahhoz, hogy a vállalat ezt követően ismét növekedési pályára álljon. A Wáberer György érdekeltségeit képviselő társaság 2023 februárjában értékesítette a logisztikai vállalatban birtokolt részvényeit a Merkport Zrt.-nek.
2017-ben ingatlanfejlesztési vállalkozásokat indított, amelyek eredményeként a Market Zrt.-vel közösen felépítette a BAH csomópont szomszédságában a Hillside irodakomplexumot és Budapest legigényesebb, Elyzium névre keresztelt apartman házát. 2018-ban megalapította a prémium magánegészségügyi szolgáltatásokat nyújtó Wáberer Medical Centert,
2017-ben egymilliárd forint alaptőkével magánalapítványt hozott létre a hátrányos helyzetű gyermekek társadalmi esélyegyenlőségének előmozdítására. .Az alapítvány a zempléni nehézsorsú  gyermekek számára  továbbtanulást segítő ösztöndíj- és mentorprogramot finanszíroz, amelyben jelenleg 400 kisdiák részesül. Alapítványa Sátoraljaújhelyen közösségi ház, Sárospatakon sportcsarnok építését is támogatta. Cégein keresztül tulajdonosa a Füzér külterületén fekvő, egykori Károlyi-vadászkastélynak a Lászlótanyának.
2020. júliustól 2023 februárjáig a Tokaj-Zemplén térség fejlesztéséért felelős kormánybiztos,, tagja és elnöke a Tokaj Borvidék Fejlesztési Tanácsnak is.
2021 óta tagja a Tokaj-Hegyalja Egyetem kuratóriumának.

## Családja
Nős. Felesége Wáberer Beáta. Gyermekei: Vivien (1992), Márk (1993), György (1995) , Ervin (2009).

## Díjai, elismerései
- Magyar Köztársasági Érdemrend Lovagkeresztje – polgári tagozata (2005)[8]
- Magyar Köztársasági Érdemrend tisztikeresztje (2009)
- A merész újító” különdíj (2006)
- „Az év menedzsere” díjjal tüntette ki a Menedzserek Országos Szövetsége. (2007)